# Malayochela
Genre
Malayochela est un genre de poissons téléostéens de la famille des Cyprinidae et de l'ordre des Cypriniformes. Le genre Malayochela est mono-typique, c'est-à-dire qu'il n'est composé que d'une seule espèce, Malayochela maassi. Cette espèce se rencontre en Indonésie, la Malaisie et Brunei.

## Liste des espèces
Selon FishBase (28 août 2015) :
- Malayochela maassi (M. C. W. Weber & de Beaufort, 1912)